# Xénophile de Chalcis
Xénophile (en grec ancien Ξενόφιλος) de Chalcis est un philosophe pythagoricien et musicien grec du IVe siècle av. J.-C.

## Notice biographique
Maître d’Aristoxène,, auquel il enseigna la théorie de la musique, et disciple de Philolaos, il est l’un des derniers pythagoriciens. Il serait mort à l’âge de 105 ans à Athènes, sans jamais avoir souffert des maux de la vieillesse.